# Alcor
Désignations
Alcor, également désignée g Ursae Majoris dans la désignation de Bayer (et abrégé en g UMa) et 80 Ursae Majoris dans la désignation de Flamsteed (80 UMa), est une étoile binaire visuelle de la constellation de la Grande Ourse. C'est la compagne de Mizar (ζ UMa). Bien que les deux étoiles forment une paire, il n'est pas prouvé qu'elles soient liées gravitationnellement, leur distance relative étant de 3 années lumières[réf. nécessaire]. Ces deux étoiles, visibles à l’œil nu, sont situées dans la poignée de l'astérisme de la Grande Casserole. Alcor et Mizar sont distantes de 11,48 minute d'arc soit environ un tiers du diamètre apparent de la pleine Lune. Les deux sont souvent appelées le cavalier et le cheval, et la capacité de voir la première est un test traditionnel d'acuité visuelle selon l'astronome perse Al-Sûfi : à son époque et dès l'Antiquité, seules les personnes douées d'une vue perçante étaient capables de la distinguer, ce test étant notamment utilisé pour recruter les archers dans les armées. L'étoile a dû augmenter son éclat car, de nos jours, la plupart des personnes peuvent la voir  à l'œil nu sans trop de difficultés grâce à sa magnitude apparente de +3,99.

## Nomenclature et histoire
Alcor est aujourd’hui le nom approuvé pour g = 80 UMa par l’Union astronomique internationale (UAI). Cette petite étoile figure dans le ciel arabe traditionnel. Pourtant Alcor ne dérive pas des noms arabes que porte cette étoile mais résulte d’un glissement de la forme aliore, désignant ε UMa (ou Alioth) et qui vient possiblement de l’arabe الجون al-Ğawn. Sa signification reste obscure, notamment « le Cheval noir » pour certains (voir l’article Epsilon Ursae Majoris pour l’explication de ce nom). On trouve, dans l’Astronomicum Caesareum de Peter Apian (1540), alkor sur un planisphère tandis que l’on peut lire Arabes Alcor, id est paruum equitem vocant, soit le « Petit cheval », à la page suivante, s.v. Ursa Maior,. Popularisé par l’Uranometria de Johann Bayer (1603) sous la forme Alcor, le nom passe dès lors dans les catalogues.
Autres noms :

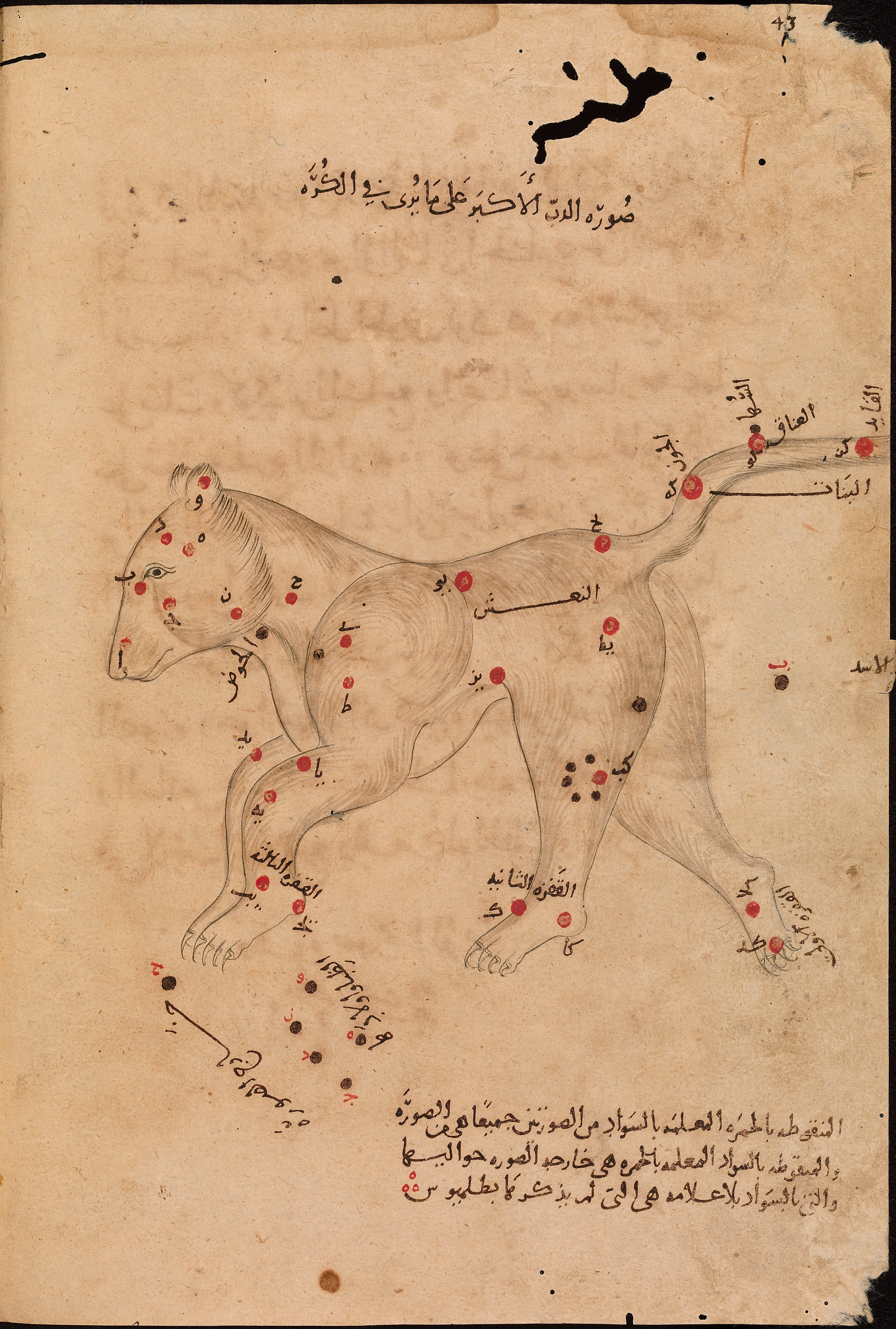
الدبّ الأكبر al-Dubb al-Akbar, « la Grande Ourse » dans une édition du traité de ᶜAbd al-Raḥmān al-Ṣūfī XIe siècle s. On peut y lire السحى al-Suhā pour g UMa.

- Suha. Une des noms de cette étoile dans le ciel traditionnel arabe est السحى al-Suhā, un nom lié à la racine √SḤW, « négliger, oublier »[13],[14]. ᶜAbd al-Raḥmān al-Ṣūfī livre à son propos ce dicton: أريه سها و ويريني القمر urīhu l-Suha wa yurīnī l-Qamar, « Je lui fais voir al-Suha et il me montre la Lune »[15],[16], dicton à double sens qui, à première lecture, indique la mésentente, mais n’en possède pas moins, surtout dans sa version mise au féminin donnée par certains manuscrits (…أريها), comme celui consulté par Thomas Hyde[17], une signification appartenant au registre érotique, sachant que l’arabe سوة suwa désigne le sexe de la femme. Si سحى « Suha » est un prénom prisé chez les Arabes, Suha est aussi devenu fréquent dans l'état civil français.

- Saïdak. Il vient de l'arabe الصيدق al-Ṣaydaq, également présent dans le ciel traditionnel arabe[18],[19]. ᶜAbd al-Raḥmān al-Ṣūfī signale à son sujet que « Ptolémée n’en parle pas dans son traité, mais c’est elle dont on se sert pour tester la portée de la vue »[20],[21], ce qui explique son nom dont la traduction est « Celle à qui l’on peut se fier », c’est-à-dire « L’étoile de confiance ». S’appuyant sur la transcription Saidak donnée dans son édition du traité d'al-Qazwīnī (XIIIe s.), par Christian Ludwig Ideler (1806)[22], Alexander von Humboldt l’indique dans une correspondance à son ami François Arago, et en fait ainsi un nom propre repris par Camille Flammarion[23], puis relevé par Richard Allen (1899)[24], qui passe ainsi dans les catalogues.

### En Mésopotamie
KA5.A = Šelibu, « le Renard ». C'est le nom de g UMa en Mésopotamie. Il est attesté dès le milieu du IIe millénaire av. J.-C. sous la forme de d.ÌR.RA, soit « le dieu Irra ». Cette étoile est aussi nommée KA5.A, soit « l’étoile du Renard », quelques siècles plus tard dans les tables astronomiques dites « Douze fois Trois ». On lit enfin dans les séries MUL.APIN, qui est le premier traité d'astronomie mésopotamienne, découvert à Ninive dans la bibliothèque d'Assurbanipal et datant au plus tard de 627 av. è. c. : mul.KA5.A d.ér-ra gaš-ri DINGIR.meš, soit « l’étoile du Renard [est l’emblème d’] Erra, le Puissant parmi les dieux »,. Erra, dieu guerrier à la violence extrême et lié au monde d’En-bas, a fini par être assimilé à Nergal, dieu des Enfers. C’est dire que si Camille Flammarion pouvait s‘étonner que « les Anciens », c’est-à-dire les Grecs, n’eussent pas dit un mot de l’étoile 80 UMa car elle était non seulement connue d’un point de vue astronomique chez les Mésopotamiens, mais avait surtout chez eux un rôle à souligner du point de vue mythologique.

## Dans la littérature
Alcor est la clé du mystère du roman « La Comtesse de Cagliostro » de Maurice Leblanc, son nom étant déduit de la phrase « Ad Lapidem Currebat Olim  Regina » (« Vers la pierre courait autrefois la Reine »). En effet, l'emplacement de certaines abbayes du pays de Caux est censé reproduire au sol le tracé de la Grande Ourse, et Alcor indiquerait le lieu où serait enfoui un hypothétique trésor des abbayes normandes.